# Келлі Медісон
Келлі Медісон (англ. Kelly Madison, нар. 26 серпня 1967, Ньюпорт-Біч, Каліфорнія, США) — американська порноакторка, режисерка, антрепренерка порноіндустрії в інтернеті. Очолює компанію 413 разом зі своїм чоловіком.

## Біографія
Батько Келлі був актором і каскадером, а її мати товарознавицею; у неї є дві старші сестри. Її кузина також знімається в порнофільмах під ім'ям Джанін Ліндмалдер.
Медісон познайомилася зі своїм чоловіком Раяном в 1999 році в комп'ютерній графічній компанії, в якій займала пост віцепрезидента відділу продажів у віці 33 років, а Раян працював графічним дизайнером у 22 роки. Попри різницю у віці і плани на інший шлюб, вони закохалися і втекли. Натхненна порнокар'єрою своєї кузини, вона заснувала з ним інтернет порнобізнес.
Після першого успіху сайту вони перейшли до випуску своєї порнопродукції на DVD, з додаванням інших учасників. Їхня компанія була названа 413 Productions за назвою адреси студії, в якій знімали. Вони стали відомі після запуску вебсайту PornFidelity, де вони запрошують до себе третю жінку.
За даними на 2016 рік Келлі Медісон знялася в 202 порнофільмах і зрежисувала 146 порнострічок.

## Премії та номінації
- 2010 F. A. M. E. Award фіналіст — Favorite MILF/Cougar Star24[джерело?]
- 2010 F. A. M. E. Award номінація — Favorite Breasts24[джерело?]
- 2011 XBIZ Awards номінація — MILF Performer of the Year[6]
- 2011 XBIZ Award — MILF Site of the Year[7]
- 2015 Зал слави AVN[8]